# 半胱氨酸环受体

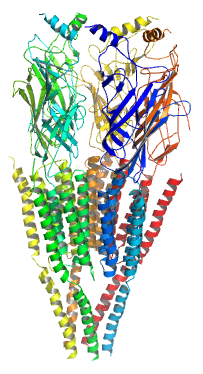
菸鹼型乙醯膽鹼受體的飘带图，是研究最多的半胱氨酸环受体

半胱氨酸环受体（英語：Cys-loop receptor）是一个配体门控离子通道超家族，包括有Γ-氨基丁酸受体、血清素受體、甘氨酸受体、菸鹼型乙醯膽鹼受體、锌激活离子通道等，通常由五个蛋白质亚基组成（通常为2个α亚基，βγδ亚基一个，也有5个α亚基），五个亚基环状排列，形成一个中央孔道可使离子通过。其名称来自于序列中的13个保守的氨基酸，两端为两个半胱氨酸，由二硫键连接。